# 16053 Бреннан
16053 Бреннан (16053 Brennan) — астероїд головного поясу, відкритий 10 травня 1999 року.
Тіссеранів параметр щодо Юпітера — 3,307.